# Corscombe
Corscombe – wieś w Anglii, w hrabstwie Dorset. Leży 25 km na północny zachód od miasta Dorchester i 193 km na zachód od Londynu.